# Mauricio Valdés Rodríguez
Mauricio Valdés Rodríguez (Texcoco, Estado de México, 1948) es licenciado en Ciencias Políticas y Administración Pública por la Universidad Nacional Autónoma de México (1972); maestro en Ciencias Políticas y Administración Pública, con especialidad en Política Gubernamental (análisis, diseño, implantación y evaluación de políticas) por la London School of Economics and Political Sciences, Universidad de Londres, Inglaterra (1983). Tiene estudios de administración municipal en la Universidad del Sur de California (1972).